# Childe Hassam

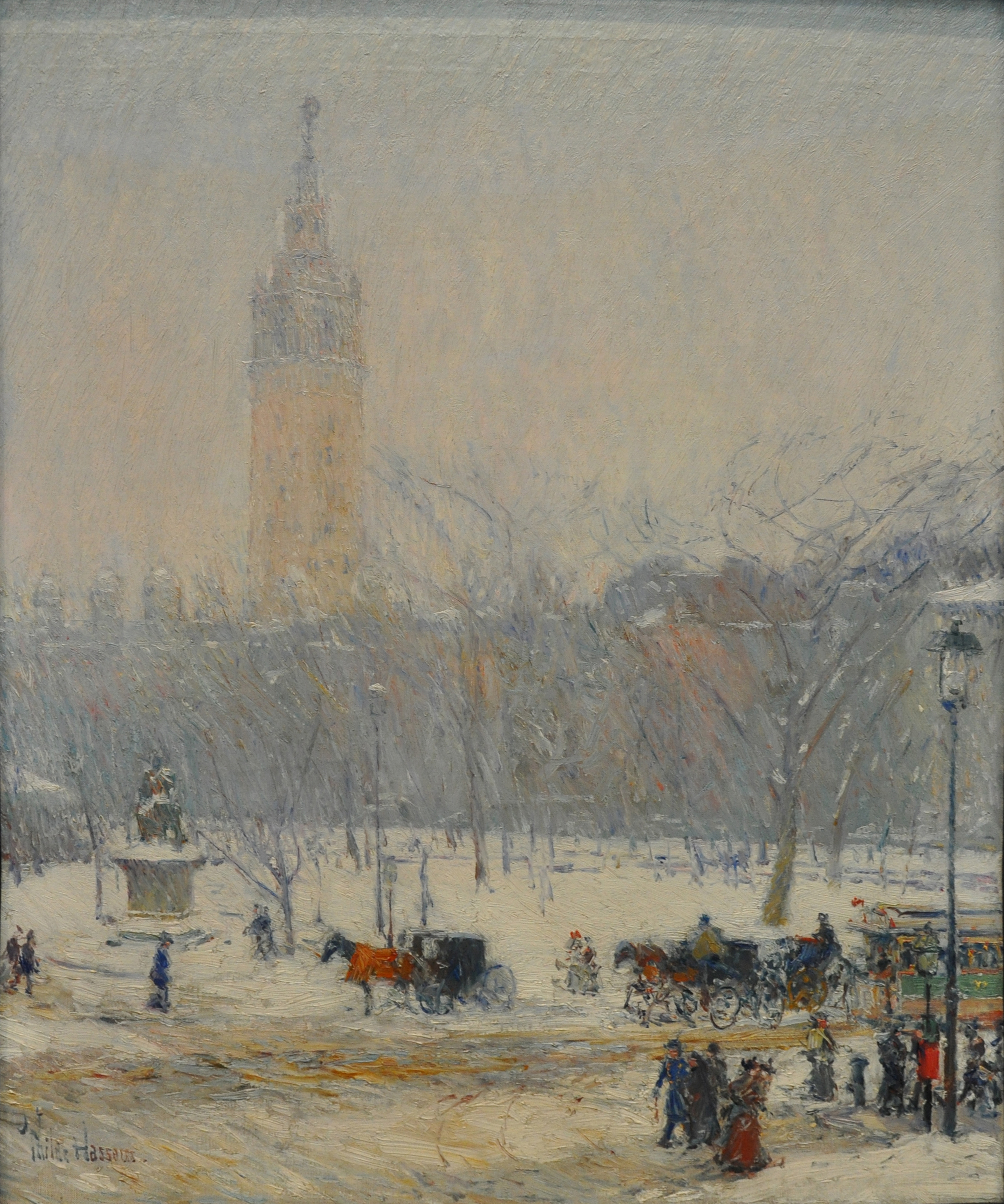
Snowstorm, Madison Square, ok. 1890

Frederick Childe Hassam (ur. 17 października 1859, zm. 27 sierpnia 1935) – amerykański malarz impresjonista. Członek ugrupowania artystycznego Ten American Painters.
Nie posiadał wykształcenia plastycznego, jednak potrafił wypracować własny styl i żyć wyłącznie z malarstwa. Jedynie w czasie podróży do Europy w 1886 brał lekcje u Louisa Boulangera i Jules'a Lefebvre’a. Początkowo zajmował się tworzeniem ilustracji dla nowojorskich czasopism, później stopniowo zajął się malarstwem. Jego prace były inspirowane twórczością Williama Chase’a, pierwszego amerykańskiego impresjonisty. Obrazy Hassama są lekkie, kolorowe i pełne światła. Artysta malował głównie krajobrazy miejskie Bostonu, Chicago i Nowego Jorku, a także sceny rodzajowe. Krytycy zarzucali autorowi nadmierne hołdowanie gustom klientów i powierzchowne, komercyjne traktowanie impresjonizmu.
W latach I wojny światowej Hassam stworzył serię patriotycznych obrazów, przedstawiających ulice zapełnione tłumami i udekorowane amerykańskimi flagami.